# Korresponderende syre-basepar
Et korresponderende syre-basepar er inden for Brønsteds og Lowrys syre-base-teori en syre og en base, der kan omdannes til hinanden ved hhv. optagelse eller tab af en hydron (proton eller hydrogenion, H+). En bases korresponderende syre er således den syre, der dannes, når basen optager en hydron. Omvendt er en syres korresponderende base det, der bliver tilbage ("syreresten"), når syren har doneret en hydron.
I nedenstående reaktionsskema betegner HX en syre og X- dens korresponderende base:
{\displaystyle {\rm {HX+H_{2}O\rightleftharpoons X^{-}+H_{3}O^{+}}}}
Nogle eksempler på korresponderende syre-basepar er: Eddikesyre (CH3COOH) og acetat (CH3COO−), salpetersyre (HNO3) og nitrat (NO3-), vand (H2O) og hydroxid (OH-) samt hydronium (H3O+) og vand (H2O). Sidstnævnte to eksempler viser, at vand kan reagere som syre såvel som base – vand er en såkaldt amfolyt. Et mere eksotisk eksempel på et korresponderende syre-basepar er dihydrogen (H2) og hydrid (:H-). Dihydrogen betragtes ikke normalt som en syre, men kan i tilstedeværelse af en exceptionelt stærk base dog bringes til at afgive en hydron (H+), hvorved hydridanionen (:H-) bliver tilbage. Hydridanionen forekommer bl.a. i natriumhydrid.

## Eksempler på syrer og deres korresponderende baser
I nedenstående tabel er angivet eksempler på syrer og deres korresponderende baser. Bemærk, at syrerne og deres respektive korresponderende baser kun adskiller sig fra hinanden med én hydrogenion (H+). Syrernes styrke aftager ned gennem tabellen, mens styrken af de respektive korresponderende baser tiltager.
| Syre                                                    | Korresponderende base                                   |
| ------------------------------------------------------- | ------------------------------------------------------- |
| H2F+ Fluorium                                           | HF Hydrogenfluorid (i vandig opløsning kaldet flussyre) |
| HCl Hydrogenklorid (i vandig opløsning kaldet saltsyre) | Cl− Klorid                                              |
| H2SO4 Svovlsyre                                         | HSO4− Hydrogensulfat                                    |
| HNO3 Salpetersyre                                       | NO3− Nitrat                                             |
| H3O+ Hydronium                                          | H2O Vand                                                |
| HSO4− Hydrogensulfat                                    | SO42− Sulfat                                            |
| H3PO4 Fosforsyre                                        | H2PO4− Dihydrogenfosfat                                 |
| CH3COOH Eddikesyre                                      | CH3COO− Acetat                                          |
| H2CO3 Kulsyre                                           | HCO3− Hydrogenkarbonat (bikarbonat)                     |
| H2S Svovlbrinte                                         | HS− Hydrogensulfid                                      |
| H2PO4− Dihydrogenfosfat                                 | HPO42− Hydrogenfosfat                                   |
| NH4+ Ammonium                                           | NH3 Ammoniak                                            |
| HCO3− Hydrogenkarbonat (bikarbonat)                     | CO32− Karbonat                                          |
| HPO42− Hydrogenfosfat                                   | PO43− Fosfat                                            |
| H2O Vand (neutral, pH 7)                                | OH− Hydroxid                                            |

## Eksempler på baser og deres korresponderende syrer
Nedenstående tabel angiver eksempler på baser (basestyrken aftager nedefter) og deres korresponderende syrer (syrestyrken tiltager nedefter):
| Base             | Korresponderende syre                                   |
| ---------------- | ------------------------------------------------------- |
| C2H5NH2 Ætylamin | C2H5NH+3 Ætylammonium                                   |
| CH3NH2 Metylamin | CH3NH+3 Metylammonium                                   |
| NH3 Ammoniak     | NH+4 Ammonium                                           |
| C5H5N Pyridin    | C5H6N+ Pyridinium                                       |
| C6H5NH2 Anilin   | C6H5NH+3 Phenylammonium                                 |
| C6H5CO2- Benzoat | C6H5CO2H Benzoesyre                                     |
| F- Fluorid       | HF Hydrogenfluorid (i vandig opløsning kaldet flussyre) |